# Макропод
Макропо́д, или обыкнове́нный макропо́д (лат. Macropodus opercularis) — вид лабиринтовых рыб из семейства макроподовых (Osphronemidae). Представители обитают в пресных водоёмах со слабым течением на Дальнем Востоке — от Янцзы до центрального Вьетнама и северного Лаоса; также интродуцированы в Корею и Японию. Единственное упоминание обыкновенных макроподов из вод Амура связано с неверной идентификацией особи глазчатого макропода (Macropodus ocellatus). Распространённая аквариумная рыба. Родина — Китай, где рыбка обитает преимущественно в канавках рисовых чеков. Выведены путем подбора из иглецов (Polyacanthidae).
Своё латинское название, перешедшее без изменения в разговорный язык, из-за удлинённой формы анального плавника, в котором отец систематики Карл Линней, давший рыбке имя, почему-то увидел ногу: по гречески μακρός (макрос), значит длинный и ποδός (подос), что означает нога.

## Строение
Самки короче самцов: 6 см и 8 см соответственно. Самцы отличаются более яркой окраской и более острыми и удлинёнными непарными плавниками. Интенсивность окраски усиливается при повышении температуры воды и при возбуждении рыбы.
Окраска и узор: Самец золото-коричневый. На теле тёмные поперечные полосы (начинаются со спины и не доходят до брюха). Спинной и анальный плавники светло-голубые, на их кончиках ярко-красные точки. Самки более бледные, с короткими плавниками и полным брюшком.
Помимо исходной формы макроподов, искусственным отбором выведены полуальбиносы с розоватым телом, покрытым только красными полосами и красными плавниками, и так называемые чёрные макроподы с телом темноокрашенным и без полос, но с длинными красивыми плавниками.

## Содержание в аквариуме

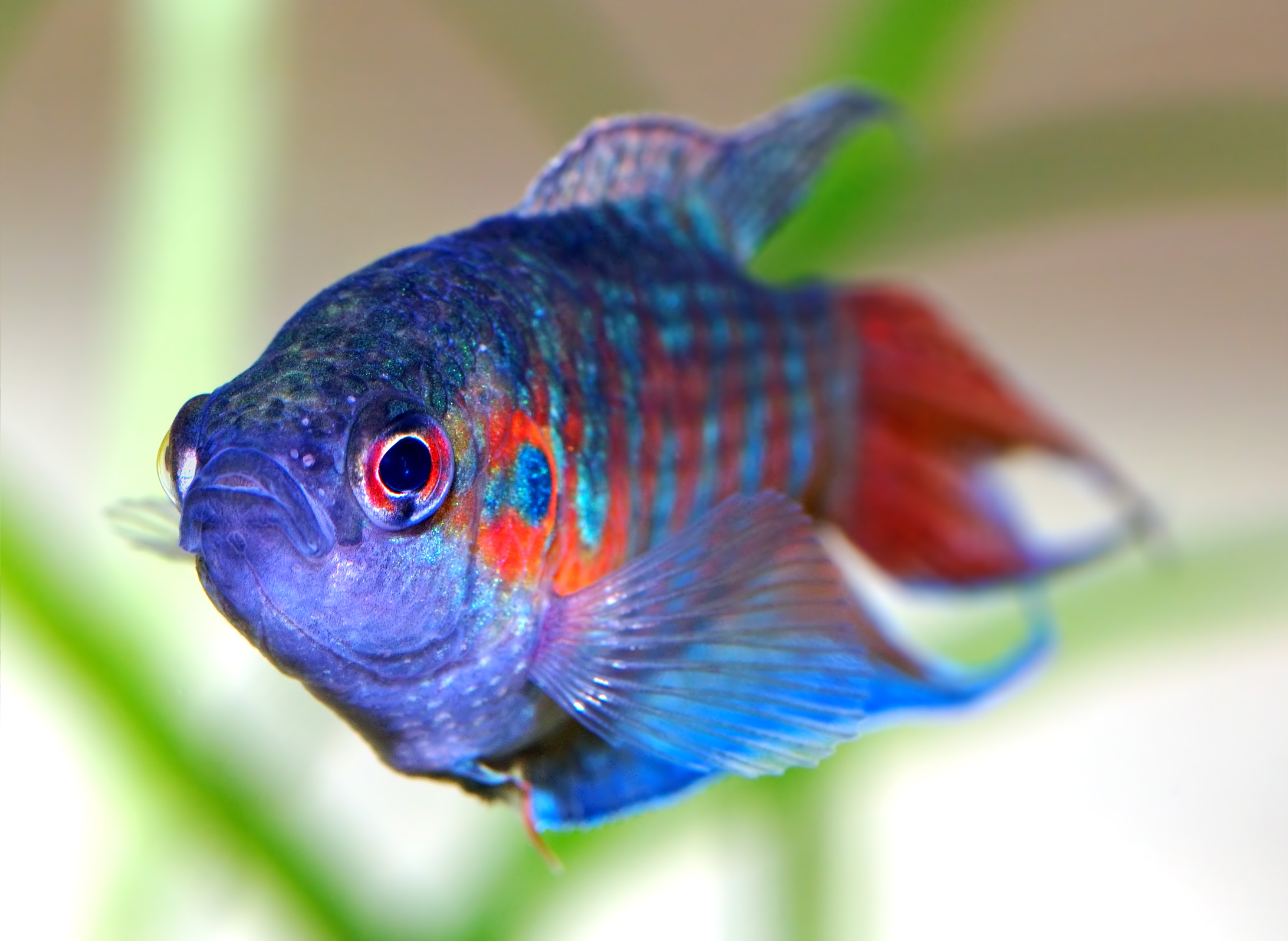
Макропод крупным планом

Макропод — одна из первых аквариумных рыб. В Европу его завезли в 1869 году, в Париже его разведением успешно занимался Пьер Карбонье, что фактически дало начало современному разведению тропических рыб в аквариумах. Позднее, в 1876 году макропод попал в аквариумы Берлина.
В аквариумах выносливы, переносят кратковременное повышение температуры воды до 35 °C, мирятся даже с несвежей водой, благодаря лабиринтовому органу, захватывают пузырьки воздуха с поверхности воды. Но как и прочие рыбы, чувствительны к нитритам и нитратам, поэтому нуждаются в фильтрации и аэрации воды. Поедают мелких беспозвоночных и предупреждают чрезмерное размножение улиток и плоских червей.
Многие самцы макроподов довольно агрессивны друг к другу и по отношению к другим рыбкам, поэтому макроподов лучше держать одной парой и сажать с ними крупных рыб. Особенно не рекомендуется содержать в одном аквариуме с макроподами телескопов, скалярий и дискусов, а также всех мелких видов рыб — неонов, данио и других.
Макроподы являются долгожителями среди лабиринтовых рыбок и при благоприятных условиях живут в аквариумах до 8—10 лет, однако наиболее успешными производителями остаются примерно до половины этого срока.

## Размножение
Для нереста самец строит вблизи растений у поверхности гнездо из пузырьков. При нересте самец сжимает самку, обвивая её поперёк своим телом, и выдавливает из неё икру. Икра легче воды, поэтому всплывает, а самец собирает её в пену и охраняет до появления малышей.
Заботой об икринках и мальках до 10 дней занимается самец, подновляя гнездо. При этом он перебирает и перекладывает икринки, собирая ртом расплывающееся потомство и возвращая его обратно. Иногда самка, оставленная в аквариуме достаточного размера, помогает самцу заботиться о потомстве. В этом случае, по-видимому, очень важно поведение самца. Он может быть очень агрессивен даже по отношению к супруге, и ей приходится прятаться в зарослях растений.
При разведении макроподов в небольших временных нерестилищах большинство аквариумистов отсаживают самок тотчас по окончании икрометания, а самцов отделяют от мальков, когда последние начинают свободно плавать.

## Генетика
Диплоидное число хромосом — 42. Размер генома — 0,59 пг (C value).